# Wonder What's Next
Wonder What's Next je druhé studiové album americké alternative metalové kapely Chevelle. Deska se dostala do prodeje 27. srpna 2002 a debutovala na 14. místě Billboard 200. Nahrávka představuje zlom v kariéře Chevelle, protože má značný komerční úspěch a ve Spojených státech je certifikována jako platinová (prodeje vyšší než 1 milion).
Album se dočkalo vcelku pozitivních ohlasů od kritiků, a to především od serveru Allmusic, který chválil CD za unikátní zvuk. Naopak magazín Blender napsal: „Je to slušný příslib, ale postrádá inovace."
Wonder What's Next obsahuje tři singly: „The Red", „Send the Pain Below" a „Closure". Pilotní singl, „The Red", prorazil do Billboard Hot 100 na 56. místě a Chevelle jej zahráli v Noční show Davida Lettermana. Druhý singl s názvem „Send the Pain Below" dobyl vrcholy hitparád mainstream rock/modern rock. Poslední písní vyslanou do rádií byl song „Closure".

## Seznam skladeb
- Všechny písně složeny Petem Loefflerem.

1. „Family System"- 4:17
2. „Comfortable Liar" – 3:43
3. „Send the Pain Below" – 4:13 (videoklip[nedostupný zdroj])
4. „Closure" – 4:12
5. „The Red" – 3:58 (videoklip)
6. „Wonder What's Next" – 4:10
7. „Don't Fake This" – 3:39
8. „Forfeit" – 3:59
9. „Grab Thy Hand" – 4:14
10. „An Evening with el Diablo" – 6:00
11. „One Lonely Visitor" – 4:08

### Deluxe verze
1. „Until You're Reformed" - 4:00
2. „(High) Visibility" (Helmet cover) - 2:37
3. „Black Boys on Mopeds" (Sinéad O'Connor cover) - 3:26
4. „It's No Good" (Depeche Mode cover) - 3:59

- Píseň „Until You're Reformed" figurovala v soundtracku k filmu Daredevil .

## Hitparády
Album – Billboard (Severní Amerika)
| Rok  | Hitparáda           | Umístění |
| ---- | ------------------- | -------- |
| 2002 | Billboard 200       | 14       |
| 2002 | Top Internet Albums | 14       |

Singly – Billboard (Severní Amerika)
| Rok  | Singl                 | Hitparáda                  | Umístění |
| ---- | --------------------- | -------------------------- | -------- |
| 2002 | „The Red"             | Billboard Hot 100          | 56       |
| 2002 | „The Red"             | Hot Mainstream Rock Tracks | 3        |
| 2002 | „The Red"             | Modern Rock Tracks         | 4        |
| 2003 | „Send the Pain Below" | Billboard Hot 100          | 65       |
| 2003 | „Send the Pain Below" | Hot Mainstream Rock Tracks | 1        |
| 2003 | „Send the Pain Below" | Modern Rock Tracks         | 1        |
| 2004 | „Closure"             | Hot Mainstream Rock Tracks | 11       |
| 2004 | „Closure"             | Modern Rock Tracks         | 11       |

## Obsazení
Chevelle
- Pete Loeffler: Zpěv, elektrická kytara
- Sam Loeffler: Bicí
- Joe Loeffler: Baskytara, vokály v pozadí

Produkce
- Garth Richardson: Producent